# دیفنتر
شهر دفنتر (به هلندی: Deventer) در اوفریسل در کشور هلند واقع شده‌است. جمعیت این شهر ۹۷٫۳۷۷ نفر  است.

## نگارخانه

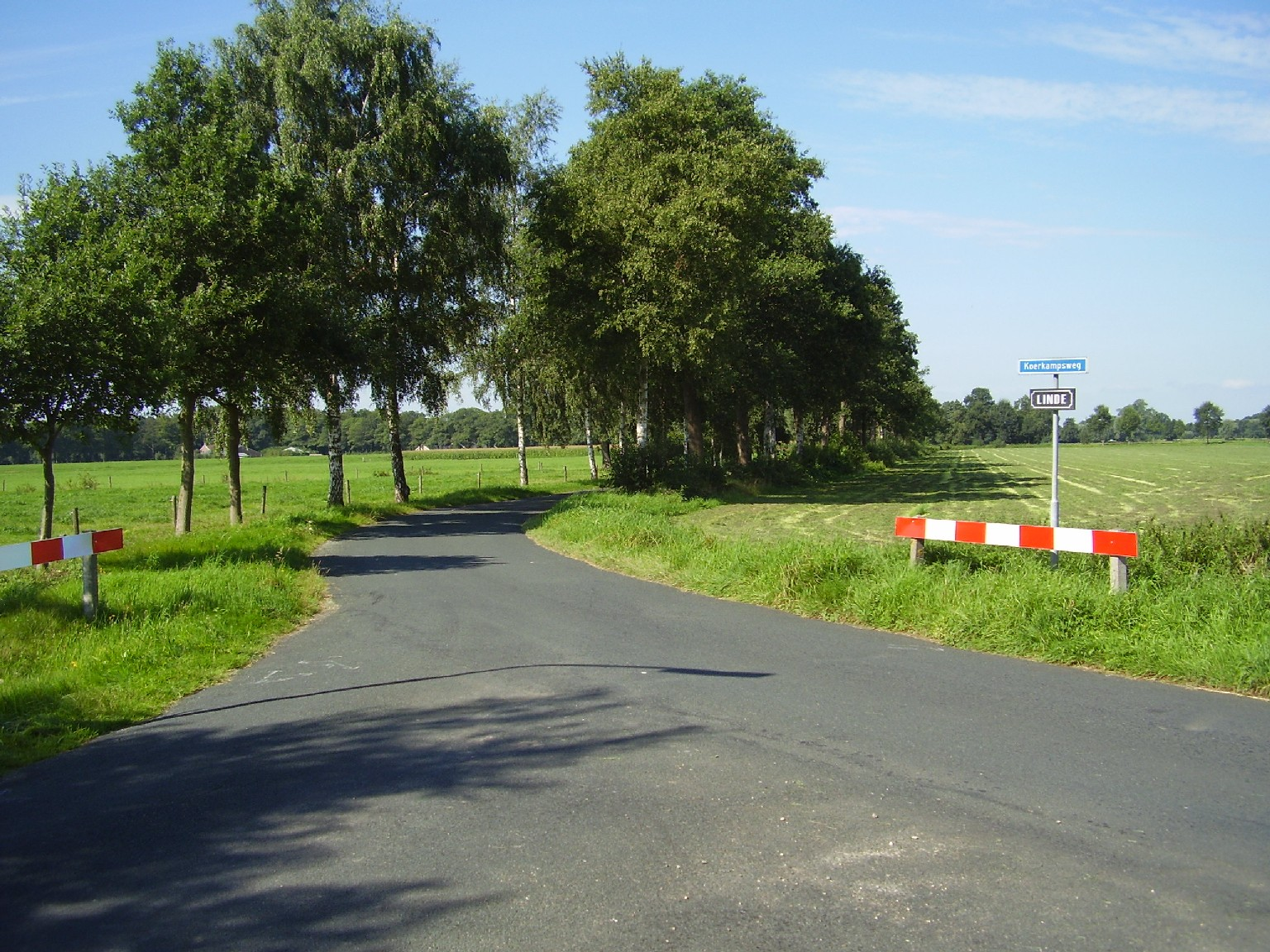
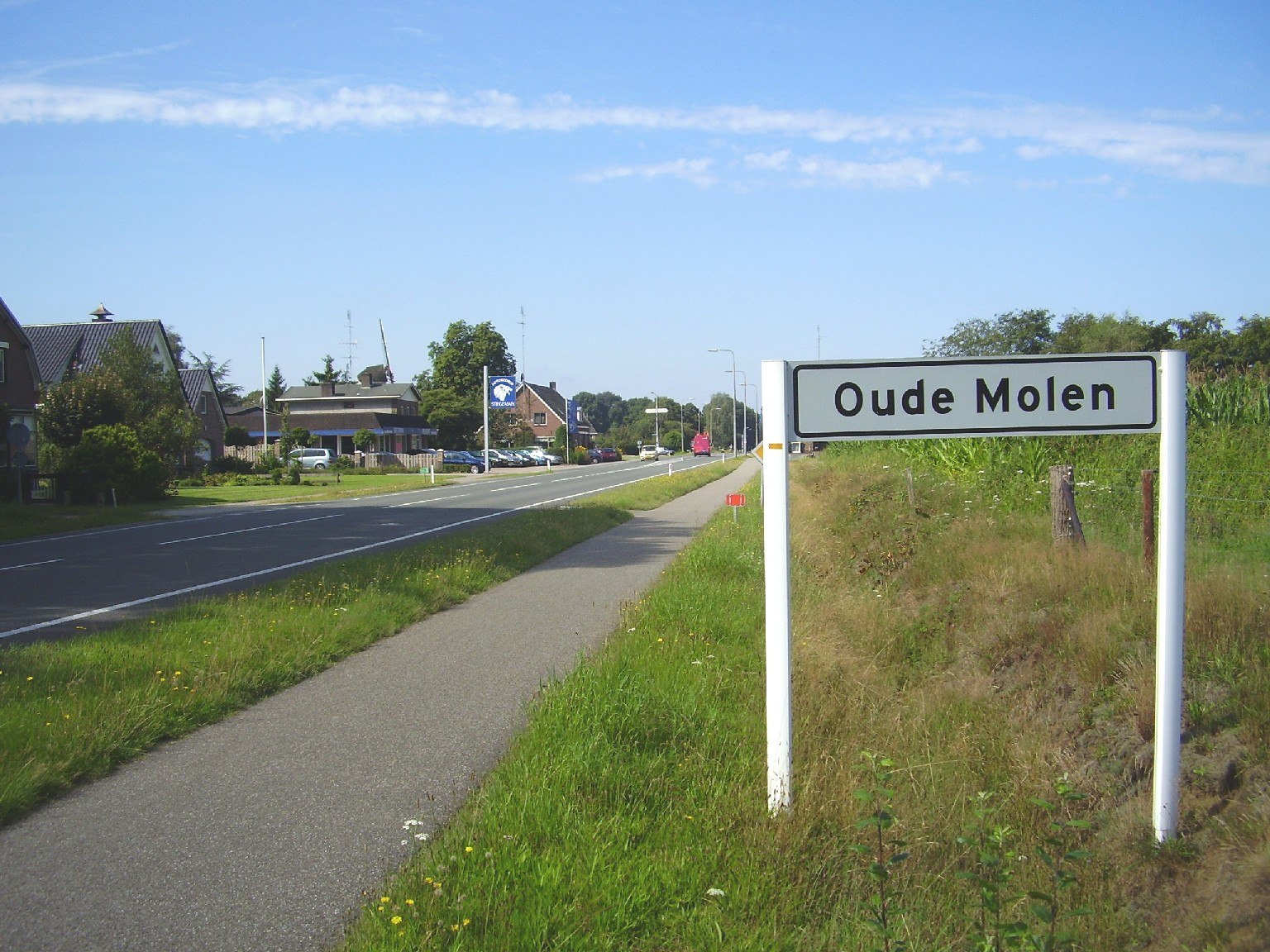